# Roy Mayorga
Pour les articles homonymes, voir Mayorga.
Roy "Rata" Mayorga, né le 6 avril 1970 à New York, est le batteur du groupe américain Stone Sour, et était auparavant le batteur de Soulfly, groupe de Max Cavalera, ancien chanteur / guitariste de Sepultura, sur les albums Soulfly et 3.
Il aurait des origines équatoriennes et cubaines.

## Biographie
Roy Mayorga a remplacé Igor Cavalera lors de la tournée pour l'album Dante XXI de Sepultura. Mais il quitte le groupe à la fin de la tournée.
À la suite du départ forcé de Joel Ekman de Stone Sour, le groupe engage Roy pour l'enregistrement de Come What(ever) May, le second album du groupe. Satisfait du travail de Roy, le groupe l'engage en tant que batteur officiel de Stone Sour.
Il joue aussi dans le groupe de crust punk Amebix.
Il prépare actuellement son album solo à la batterie.
En octobre 2013, le groupe belge de metal Channel Zero a annoncé que, à la suite du décès de leur batteur Phil Baheux d'une rupture d'anévrisme à l'âge de 45 ans, Roy Mayorga serait choisi pour jouer sur leur nouvel album, Kill All Kings.
Le 6 mai 2019, Mayorga a été annoncé comme le nouveau batteur de Hellyeah pour leur concert du 11 mai 2019 en honoreur à leur batteur, Vinnie Paul, mort le 22 juin 2018, après que leur nouvel album fut terminé.

## Matériel
Roy Mayorga utilise principalement du matériel DW pour tous ses fûts (caisse claire, toms, grosse caisse et Rata drums) mais aussi pour tout le hardware, c'est-à-dire ses pieds de cymbales, de charleston et ses pédales de grosses-caisses. Concernant les cymbales, il est endorsé par la marque canadienne Sabian. Pour ce qui est de ses baguettes, il est, depuis le 26 avril 2018, sponsorisé par la marque américaine Vater. Auparavant, il avait utilisé pendant de nombreuses années des baguettes Pro-Mark et encore avant des baguettes Vic Firth. Enfin, il utilise des peaux de la marque Evans.

### Sources
- Best-drummer.com: Roy Mayorga